# Blagoj Georgiew
Blagoj Schorew Georgiew [bɫagɔj gɛɔrgiɛv] (bulgarisch Благой Георгиев, engl. Transkription/FIFA-Schreibweise Blagoy Georgiev; * 21. Dezember 1981 in Sofia) ist ein ehemaliger bulgarischer Fußballspieler.

## Karriere
Der offensive Mittelfeldspieler stammt aus der Jugendabteilung von Slawia Sofia, wo er auch seine Profikarriere begann. Für Slawia bestritt er 148 Spiele in der höchsten bulgarischen Spielklasse und konnte 24 Tore erzielen. In der Winterpause der Saison 2005/06 wechselte Georgiew zu Deportivo Alavés nach Spanien.
Nach nur einer halben Spielzeit, in der er zehnmal eingesetzt wurde und kein Tor erzielen konnte, kehrte er Spanien den Rücken und wechselte zu FK Roter Stern Belgrad.
Zur Saison 2007/08 wechselte Georgiew zum MSV Duisburg, der ihn für eine Spielzeit von Roter Stern ausgeliehen hat. Dort war er in der gesamten Spielzeit Stammspieler und trug auch zwei Tore bei, konnte aber den Abstieg der Zebras aus der 1. Bundesliga zum Saisonende nicht verhindern. Im Folgenden verließ er den Verein, da auch sein Vertrag bei Roter Stern ausgelaufen war.
In der Saison 2008/2009 spielte Georgiew wieder bei Slawia Sofia. Anfang 2009 wechselte er zu Terek Grosny nach Russland in die Premjer-Liga. Anfang 2013 verließ er den Klub zum Ligakonkurrenten Amkar Perm. Von Sommer 2014 bis 2016 spielte er für Rubin Kasan. Anschließend wechselte er zum FK Orenburg, mit dem er am Ende der Saison 2016/17 absteigen musste. Ende 2017 beendete er seine Karriere.
Blagoj Georgiew war zwischen 2005 und 2011 Nationalspieler Bulgariens.

## Erfolge
- Serbischer Meister: 2007